# Museumhaven

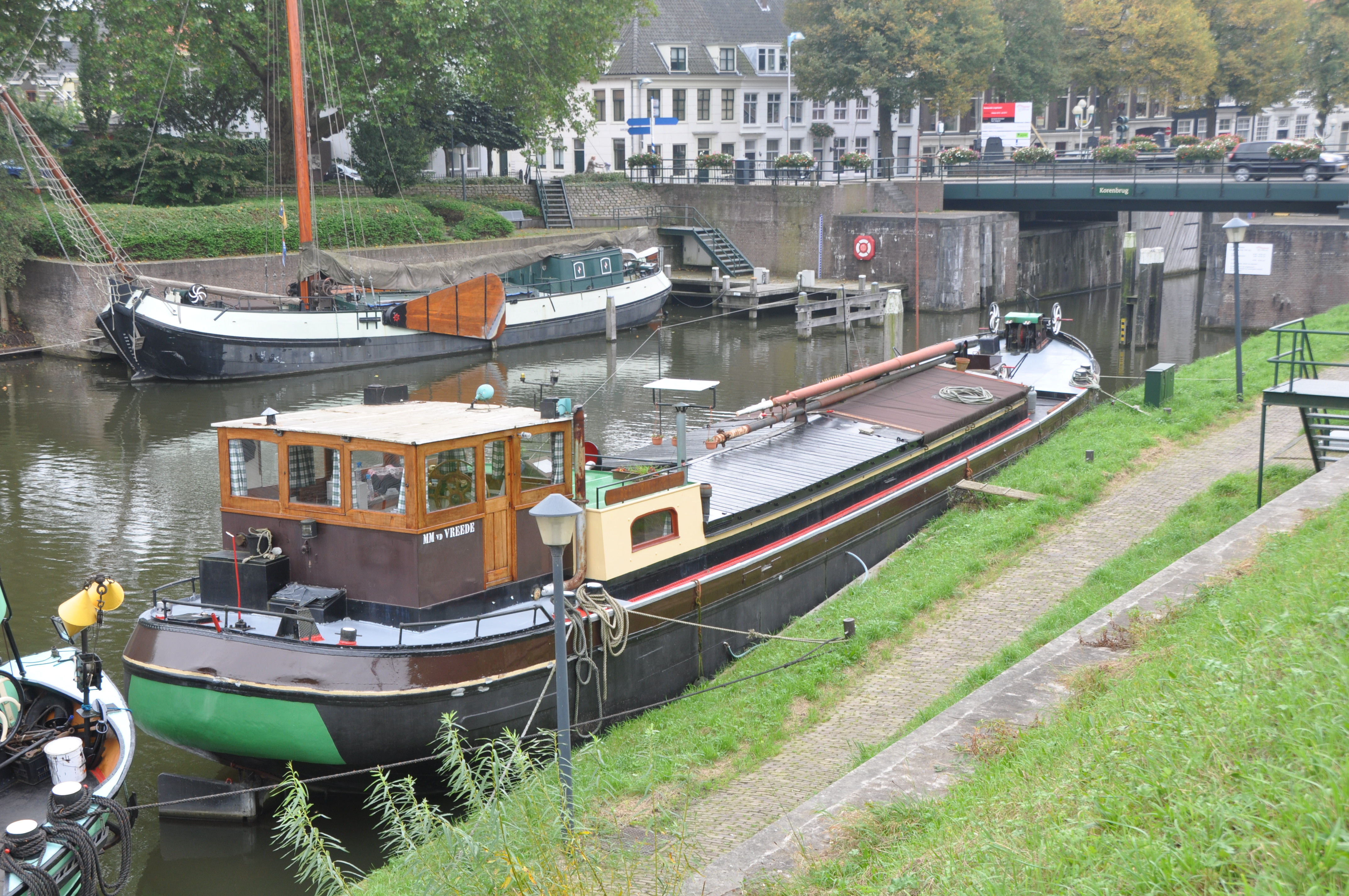
Schepen in de museumhaven van Gorinchem

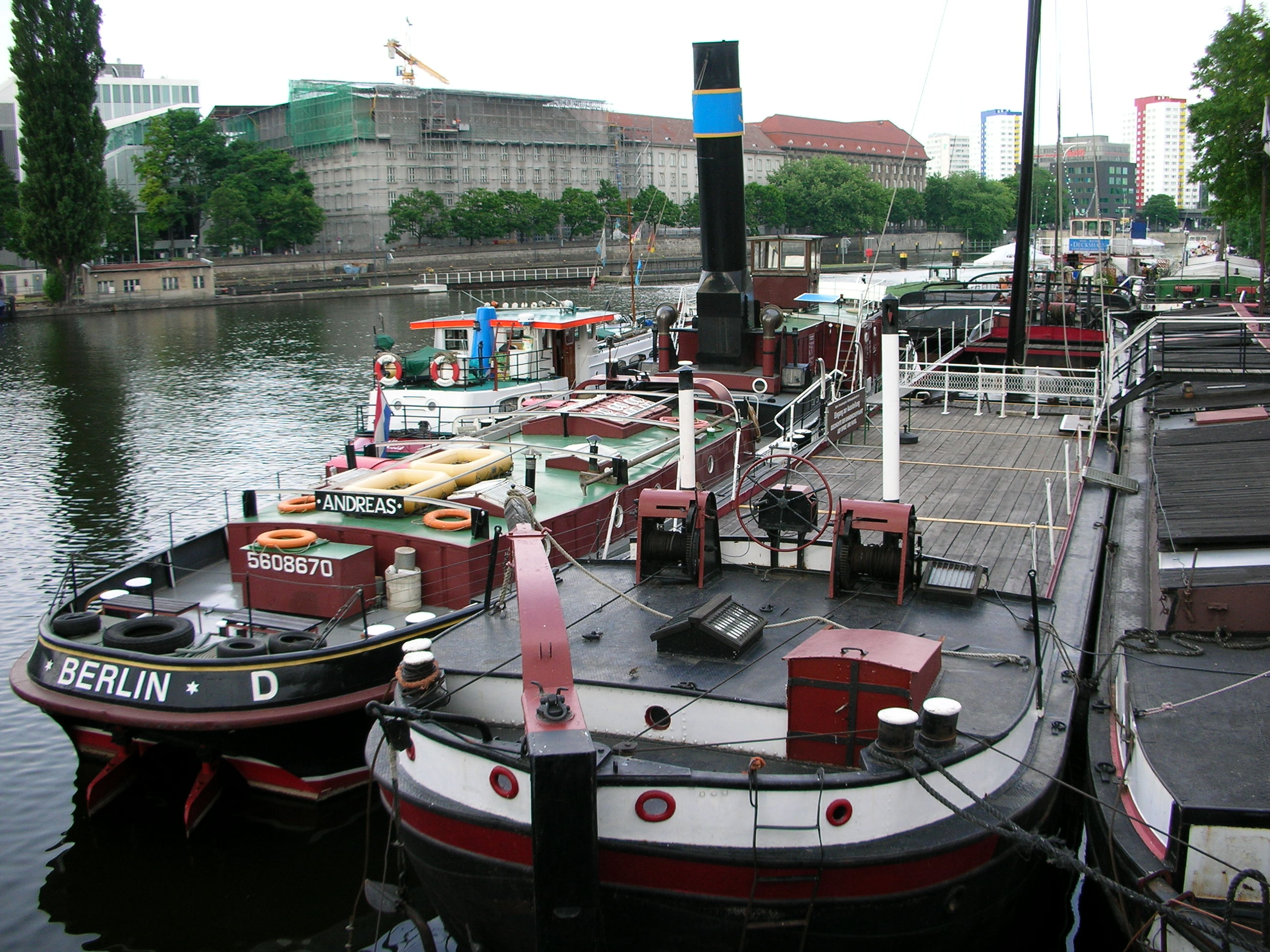
De Historischer Hafen Berlin

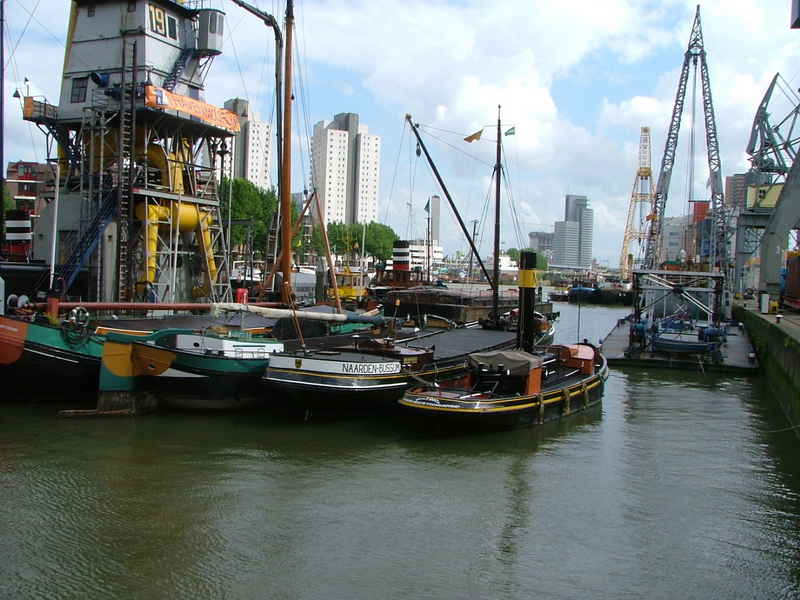
Havenmuseum Rotterdam

Een museumhaven is een haven met ligplaatsen voor varend erfgoed. Een museumhaven kan zelf een openluchtmuseum zijn, of deel uitmaken van een scheepvaartmuseum. In zo'n geval zijn alle of de meeste vaartuigen, zoals museumschepen, voor het publiek toegankelijk.
In Nederland zijn de meeste museumhavens 'historische haven', dat wil zeggen dat ze ligplaats bieden aan vaartuigen die privébezit zijn en waarop - naast dat ermee gevaren wordt - ook gewoond wordt. In dat geval draagt de haven bij aan een historisch stadsgezicht en zijn de vaartuigen gewoonlijk alleen van de buitenkant te bezichtigen. In onder meer Naarden en Vlaardingen geldt een verbod op bewoning van de in de historische haven afgemeerde schepen.
Er zijn veel eigenaren die er een eer in stellen hun bezit, vaak varende monumenten, open te stellen voor publiek bij havendagen of bij open monumentendagen. De grotere museumhavens beschikken soms over een werkplaats of zelfs een werf, waar men met zoveel mogelijk authentieke materialen reparaties uitvoert.

## Lijst van museumhavens naar land

### Australië
- Sydney, Australian National Maritime Museum

### Duitsland
- Hamburg, Museumshafen Oevelgönne
- Berlijn, Historischer Hafen Berlin
- Bremerhaven, Alter Hafen

### Groot-Brittannië
- Portsmouth, Portsmouth Historic Dockyard

### Nederland
- Amsterdam, Museumhaven Amsterdam
- Amsterdam IJburg, aan de Oostelijke rand van Amsterdam, voor varende woonschepen tot een lengte van 40 meter
- Den Helder, de oude Rijkswerf Willemsoord[4]
- Goes, aan de Houthaven is plaats voor zo'n twaalf schepen[4]
- Gouda, Museumhaven Gouda[2]
- Hoorn, ligplaatsen voor circa tien historische vissers- en vrachtschepen[5]
- Kerkdriel, in Recreatiegebied De Zandmeren is een haven met (hoofdzakelijk) historische schepen
- Leeuwarden, zowel de Museumhaven als in de reguliere havens verspreid over de stad liggen permanent bewoonde historische schepen[4]
- Leiden, Museumhaven Kort Galgewater, ligplaatsen voor authentiek ogende, voormalige bedrijfsvaartuigen[2] van vóór 1940 met een lengte van 18 tot 26 meter, maximale breedte 5 meter
- Leidschendam heeft een buitenexpositie over de historie van Leidschendam. Onderdeel hiervan zijn enkele tijdelijke ligplaatsen voor historische schepen aan de Plaspoelkade.
- Maassluis, de haven bij het Nationaal Sleepvaart Museum[2]
- Meppel, in de Meppeler grachten zijn drie ligplaatsen voor historische bewoonde schepen
- Rotterdam, Havenmuseum en Veerhaven
- Schagen Winterligplaatsen voor historische bedrijfsvaartuigen
- Spakenburg De Oude Haven, subsidieregeling ligplaatsen klassieke schepen, er liggen ongeveer 30 authentieke Zuiderzee schepen.
- Tilburg,  Winterligplaatsen in de Piushaven voor bewoonde historische bedrijfsvaartuigen
- Utrecht, Veilinghaven met zestien ligplaatsen
- Winschoten, Tramhaven Winschoten met vier tot zes ligplaatsen voor bewoonde historische schepen
- Zierikzee, Museumhaven Zeeland
- Zutphen, Museumhaven Zutphen[6]

### Verenigde Staten
- Mystic (Connecticut), Mystic Seaport